# Мендзилесе (гміна Влощова)
Мендзилесе (пол. Międzylesie) — село в Польщі, у гміні Влощова Влощовського повіту Свентокшиського воєводства.
Населення — 256 осіб (2011).
У 1975-1998 роках село належало до Келецького воєводства.

## Демографія
Демографічна структура на день 31 березня 2011 року:
|          | Загалом | Допрацездатний вік | Працездатний вік | Постпрацездатний вік |
| -------- | ------- | ------------------ | ---------------- | -------------------- |
| Чоловіки | 122     | 24                 | 84               | 14                   |
| Жінки    | 134     | 25                 | 78               | 31                   |
| Разом    | 256     | 49                 | 162              | 45                   |